# Madeline
Madeline é uma série de livros infantis escritos pelo escritor austríaco Ludwig Bemelmans. Os livros foram adaptados em diversos formatos: longa metragem, filme para a televisão e uma série animada. As adaptações são famosas por seus encerramentos, primeiramente declamados pela atriz Ethel Barrymore em uma peça: "É tudo que há, não há nada mais." O primeiro livro da série, Madeline, foi publicado em 1939. Provou-se um sucesso e Bemelmans escreveu várias sequências ao original durante as décadas de 40 e 50. A série continua, até os dias de hoje, a ser escrita pelo neto de Bemelmans, John Bemelmans-Marciano.